# Castillejo de Monteagudo
El alcázar de Ibn Sad, conocido popularmente como castillejo de Monteagudo, es una antiguo recinto palacial andalusí que se encuentra situado a unos 5 kilómetros al noreste de la ciudad de Murcia (Región de Murcia, España), en la pedanía de Monteagudo. 
Las actuales ruinas de este palacio fortificado corresponden al antiguo Qasr Ibn Sad, residencia que el rey taifa murciano Ibn Mardanis ordenó construir a las afueras de la ciudad de Murcia en el siglo XII.

## Historia
El edificio se construyó en una pequeña colina cercana a la montaña donde se encuentra el castillo de Monteagudo, con el que formó un conjunto residencial junto a la también próxima fortificación de Larache, entre los cuales, en la zona llana adyacente, se dispusieron además una serie de albercas y otras construcciones recientemente descubiertas.
Este palacio así como el conjunto palatino que lo rodeaba fue iniciativa del rey taifa de Murcia, Ibn Mardanís, en cuyo reinado (1147-1172), mientras luchaba contra el Imperio Almohade, consiguió articular un estado en la zona oriental de al-Ándalus (o Xarq al-Ándalus), teniendo su capital en Murcia.
Durante su rico periodo como monarca independiente, el llamado Rey Lobo por los cristianos llevó a cabo ambiciosos proyectos arquitectónicos como demostración de poder, construyendo fortalezas, palacios y residencias a la medida de su prestigio, entre las que se encuentra el palacio de Dar As-Sugra en el arrabal murciano de la Arrixaca. 
Una de esas construcciones es la que mandó realizar a las afueras de la ciudad, en plena huerta, sobre una colina próxima al Castillo de Monteagudo (al cual también dio su actual forma dicho monarca), que entonces se llamó Qasr Ibn Sa'd (alcázar de Ibn Sa'd, uno de los nombres de Mardanis), posteriormente denominado Castillejo. 
Entre ambas construcciones vecinas se configuró un recinto exclusivo que aunaba las necesidades palatinas y defensivas con bellos jardines, grandes estanques y una extensa superficie cultivada: un gran conjunto arquitectónico que constituyó el soporte espacial de una numerosa corte, reproduciendo los exquisitos ambientes de las cortes islámicas.
Sin embargo, el desmoronamiento progresivo del estado mardanisí llevó al Qasr Ibn Sa'd a perder su función y a sufrir daños. Los primeros llegaron con el sitio al que las tropas almohades sometieron la ciudad de Murcia en 1165, saqueando la huerta circundante y por consiguiente el palacio de Mardanís. Con el derrumbe final de su reino en 1172, los almohades devastaron de nuevo los alrededores de la capital, destruyendo finalmente el Qasr Ibn Sa'd.
Casi un siglo después, las ruinas fueron visitadas por el poeta Hazim al-Qartayanni, el cual dijo de sus estancias:

¡Y cómo una buena suerte hizo recorrer el tiempo para nosotros
en Qasr Ibn Said entre regocijo y bienestar!
Paseamos entre aureolas de lunas, cuya belleza fue perdonada
por el paso del tiempo
y nuestros ojos contemplan un palacio en el que el tiempo encerró
un mensaje para los que quedamos después;
un palacio que recuerda la blanca al-Hira, que apenas puede
igualarlo en hermosura.

Gracias a las excavaciones realizadas en 2018 en la zona llana adyacente al palacio del Castillejo, se comprobó que el complejo palatino situado en el llano tuvo otra fase constructiva a finales del siglo XII o comienzos del XIII, utilizada tras la firma del tratado de Alcaraz, lo que implicaría que pudo ser el lugar que acogió a Alfonso X y su corte en 1257, cuando tradicionalmente se había pensado que se situó en el castillo de Monteagudo.
A partir de 1266, tras el fin del protectorado, la corona también dispuso de fincas palatinas dentro de la ciudad de Murcia (como el Alcázar Menor), lo que restó protagonismo al Real de Monteagudo, aunque constituyó la concesión más importante de los repartimientos efectuados en la huerta de Murcia durante la segunda mitad del siglo XIII. Alfonso lo entregó como donadío a su esposa doña Violante de Aragón, y así pasaría también a doña María de Molina.
Con el paso de los siglos, perdidas sus funciones palatinas, al contar con menor capacidad defensiva que el contiguo Castillo de Monteagudo (que disponía de un mejor emplazamiento y sistema de murallas), llevó a que éste contara con guarnición hasta el siglo XVI mientras que el Castillejo quedó abandonado.
Las excavaciones allí realizadas por Andrés Sobejano en 1924 pusieron al descubierto la planta del edificio y diversos elementos arquitectónicos así como un conjunto riquísimo de yeserías estilísticamente homogéneo. Lamentablemente, su descubridor nunca publicó la memoria de excavación. En 1931 sería declarado Monumento Nacional. 
Torres Balbás lo identificaría en 1932 como el palacio de recreo de Ibn Mardanîš citado por las fuentes árabes. Esa es la cronología que desde entonces casi todos los expertos han aceptado, excepto Gómez-Moreno que la adelantó unos pocos años, considerándolo obra almorávide. Estos trabajos certificaron la importancia del complejo, lo que no evitó que se realizaran posteriores destrozos por parte de los dueños del recinto (ya que es propiedad privada) como la creación de una balsa de riego y la realización de actividades de cultivo en su interior. 
Tras casi cien años sin intervenciones arqueológicas, encontrándose en un estado de conservación preocupante, en el 2019 el ayuntamiento de Murcia obtuvo los terrenos en los que se encuentra el Castillejo, y en abril de 2023 comenzó la primera fase de restauración parcial del Castillejo, concretamente del recinto inferior, gracias a la financiación del 1,5% Cultural del Ministerio.

## Arquitectura

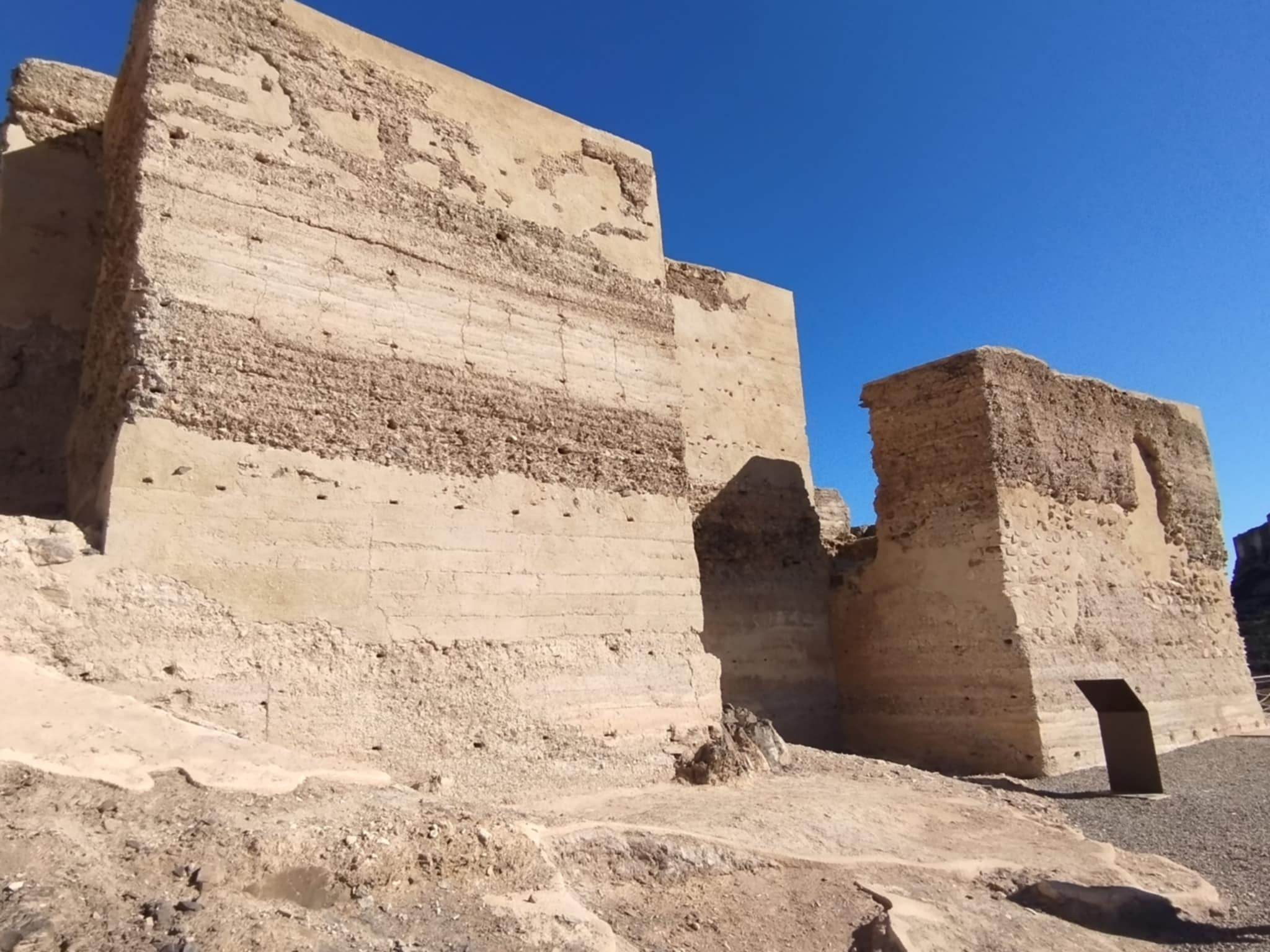
Muro del recinto superior

El palacio del Castillejo consta de dos recintos diferentes. El inferior, estrictamente defensivo, se inscribe en una planta cuadrangular cuyos muros se defienden con cinco torres en sus lados mayores y tres en sus menores. Estos torreones están escasamente separados entre sí, como corresponde a la tipología arquitectónica de las fortificaciones construidas en su contexto histórico y geográfico. Su característica más singular es la disposición de los cubos de las esquinas en ángulo entrante en lugar de existir el común torreón de esquina.
El recinto superior encierra el palacio propiamente dicho, que se distribuyó en torno a un gran patio central. Sin embargo, patio, habitaciones, salas y otras dependencias se encuentran hoy desaparecidas después de que los dueños del terreno abrieran entre 1956 y 1969 una gran balsa de riego en el interior del palacio acompañada del enterramiento de las estancias para el uso de su superficie como huerto improvisado. No obstante, las excavaciones efectuadas por Sobejano y las publicaciones realizadas por Torres Balbás antes de que esto sucediese, han permitido conocer una disposición palacial con un patio de crucero que conecta el edificio con la tradición cortesana omeya andalusí.
Toda la construcción fue realizada con muros de tapial de argamasa de excelente calidad, que va perdiendo grosor conforme ganan en altura.
Los restos decorativos del Castillejo que hoy se conservan en la Sección Islámica del Museo Arqueológico de Murcia, expuesto en el Museo de Santa Clara, son una serie de delicadas dovelas epigráficas. También se exponen restos del palacio (basa y capitel) en el Museo Arqueológico Nacional de Madrid.